# Ceramica di Vroulia

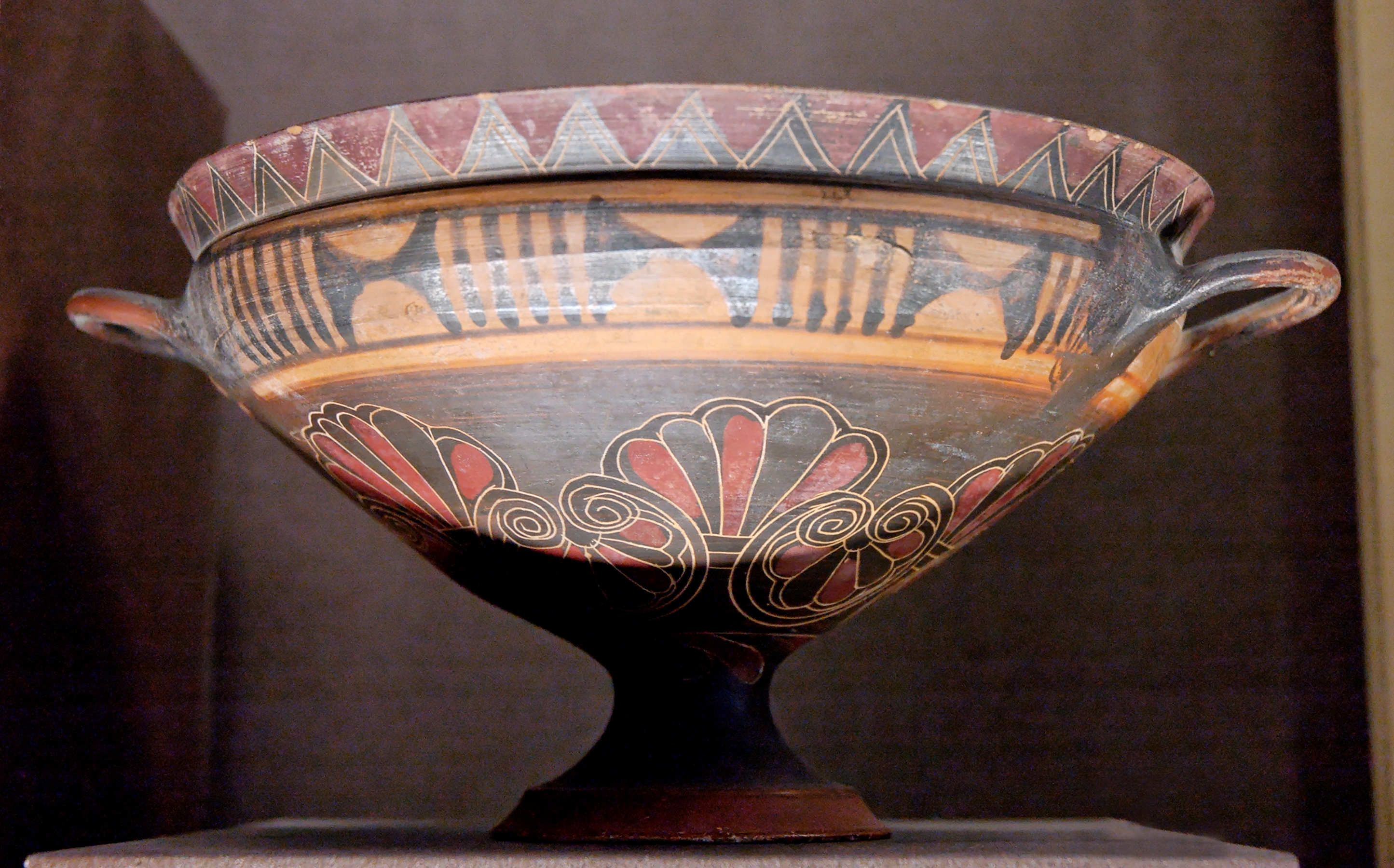
Coppa di Vroulia, Parigi, Museo del Louvre A331

La ceramica di Vroulia è una classe di vasi greco-orientali, di epoca arcaica, costituita prevalentemente da coppe, inizialmente trovate nella località dalla quale prendono il nome e situata sull'isola di Rodi (il nome è moderno e quello antico è sconosciuto). Sono datate dall'inizio al terzo quarto del VI secolo a.C. e caratterizzate da una tipica decorazione su fondo nero, costituita da incisioni, tecnica a risparmio e sovradipinture in porpora.
Oltre a Vroulia abbondante materiale appartenente a questa classe è stato trovato a Kameiros, Ialiso e Lindos, sempre a Rodi, e l'analisi dell'argilla sembra confermarne l'isola quale luogo di origine. Altri frammenti provengono da Naucrati e Tell Defenneh.

## Descrizione
Il fondo nero ebbe una certa popolarità nella Grecia orientale di epoca arcaica, lo si trova ad esempio nelle parti interne dei calici chioti o in alcuni vasi del tardo stile delle capre selvatiche. Sulle coppe di Vroulia l'intera superficie è coperta da una vernice nera tendente al marrone; talvolta una fascia viene risparmiata tra le anse e decorata con ornamenti geometrici e astratti che si trovano anche sul labbro; in caso contrario la zona è sovradipinta con decorazioni ad intreccio. La zona sottostante, quella principale, è decorata con ornamenti floreali come palmette, fiori di loto, boccioli e rosette, gli stessi che si trovano nella decorazione della parete interna. Raggi e linguette ornano la zona presso il piede. La forma discende dalla coppa tardo-geometrica con labbro basso e svasato e piede stretto e conico. Le pareti sono sottili, il diametro varia tra i 10 e i 30 cm. L'argilla è fine, di un marrone che dopo la cottura varia dal giallo al rosso, la pittura è nera e lucente.
Appartengono alla stessa classe e allo stesso sistema decorativo alcune anfore e stamnoi, con il corpo suddiviso in due o tre fasce a risparmio, simili alla tipica decorazione secondaria delle situle greco-orientali.